# Anne Briand
Anne Briand-Bouthiaux  (Mulhouse, 2 juni 1968) is een Frans biatlete. 

## Carrière
Briand won in eigen land in 1992 de gouden medaille op de estafette, twee jaar later won zij in Lillehammer olympisch zilver individueel en brons op de estafette. Op de wereldkampioenschappen was haar grootste succes de wereldtitel op de sprint in 1995, op de estafette veroverde zij driemaal zilver en met het team de wereldtitel in 1993 en twee bronzen medailles.

## Belangrijkste resultaten

### Wereldkampioenschappen
| Jaar | Plaats         | Onderdeel   | Onderdeel | Onderdeel     | Onderdeel  | Onderdeel | Onderdeel |
| Jaar | Plaats         | Individueel | Sprint    | Achtervolging | Massastart | Team      | Estafette |
| ---- | -------------- | ----------- | --------- | ------------- | ---------- | --------- | --------- |
| 1992 | Novosibirsk    |             |           |               |            | 4e        |           |
| 1993 | Borovets       | 34e         | 4e        | Goud          | Zilver     |           |           |
| 1994 | Canmore        |             |           | –             |            |           |           |
| 1995 | Antholz        | 6e          | Goud      | Brons         | Zilver     |           |           |
| 1996 | Ruhpolding     | 9e          | 18e       | Brons         | Zilver     |           |           |
| 1997 | Brezno-Osrblie | 7e          | 23e       | 12e           | –          | 4e        |           |
| 1998 | Pokljuka       |             |           | –             | –          |           |           |
| 1999 | Kontiolahti    | –           | 18e       | 20e           | –          |           | –         |

### Olympische Winterspelen
| Jaar | Plaats      | Onderdeel   | Onderdeel | Onderdeel |
| Jaar | Plaats      | Individueel | Sprint    | Estafette |
| ---- | ----------- | ----------- | --------- | --------- |
| 1992 | Albertville | 19e         | 7e        | Goud      |
| 1994 | Lillehammer | Zilver      | 30e       | Brons     |
| 1998 | Nagano      | 20e         | 54e       | –         |